# Liste der Monuments historiques in Saint-Briac-sur-Mer
Die Liste der Monuments historiques in Saint-Briac-sur-Mer führt die Monuments historiques in der französischen Gemeinde Saint-Briac-sur-Mer auf.

## Liste der Bauwerke
| Bezeichnung              | Beschreibung | Standort                                   | Kennzeichnung | Schutzstatus | Datum | Bild           |
| ------------------------ | ------------ | ------------------------------------------ | ------------- | ------------ | ----- | -------------- |
| Clubhaus des Dinard Golf |              | Chemin de la Dame-Jouanne (Lage)           | PA35000065    | Inscrit      | 2014  |                |
| Haus                     |              | 2, rue du Commandant-Pierre-Thoreux (Lage) | PA35000064    | Inscrit      | 2014  |                |
| Kirche St-Briac          |              | (Lage)                                     | PA00090766    | Classé       | 1908  | weitere Bilder |
| Île Agot                 |              | (Lage)                                     | PA00090767    | Inscrit      | 1975  | weitere Bilder |

## Liste der Objekte

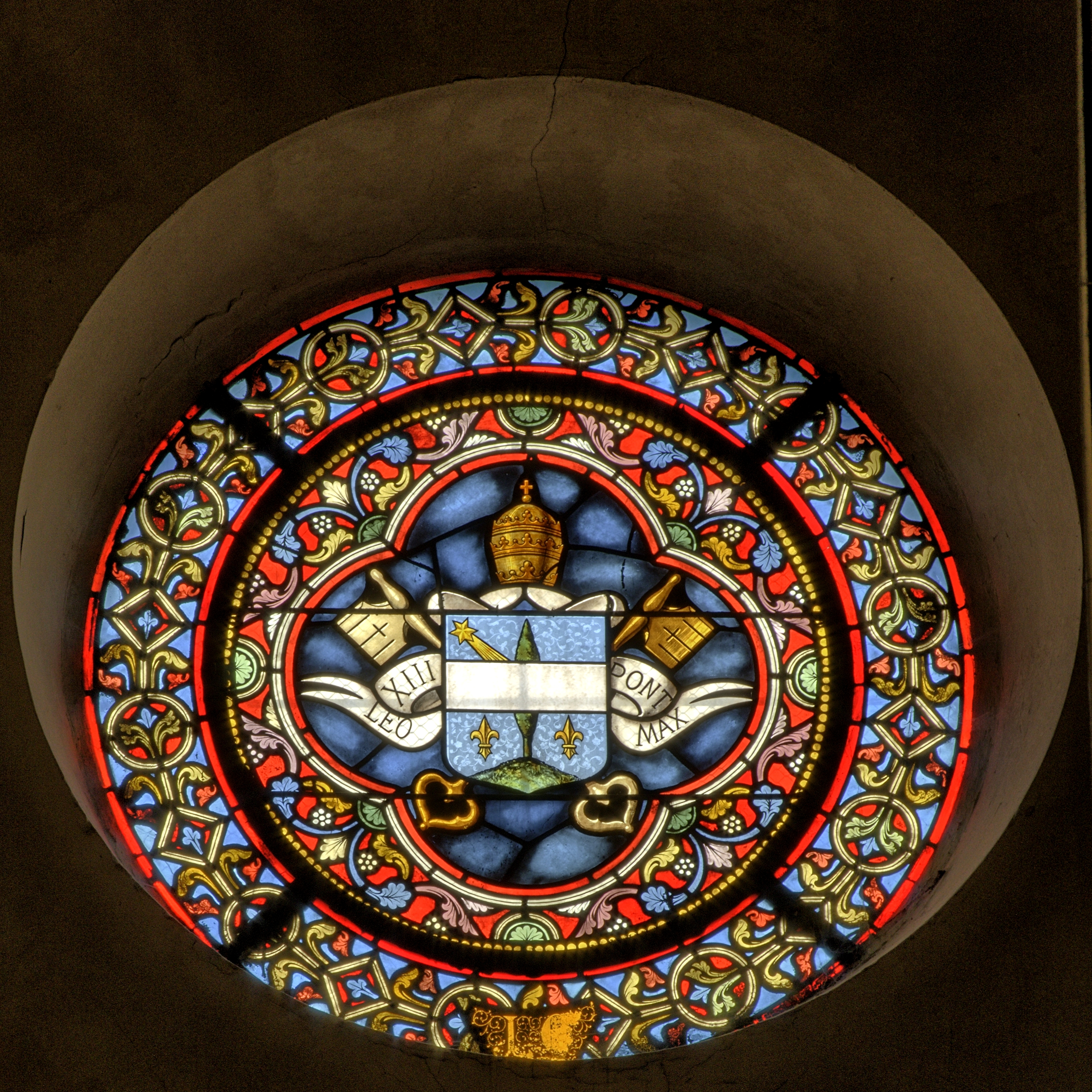
Rundfenster aus dem 19. Jahrhundert in der Kirche St-Briac mit dem Wappen des Papstes Leo XIII.

- Monuments historiques (Objekte) in Saint-Briac-sur-Mer in der Base Palissy des französischen Kultusministeriums